# Huariapano
Le huariapano (ou pano, panobo) est une langue panoane parlée en Amazonie péruvienne dans le bassin de la rivière Ucayali. Le dernier locuteur du huariapano est décédé en 1991. La langue est éteinte.

## Phonologie

### Voyelles
|         | Antérieure | Centrale | Postérieure |
| ------- | ---------- | -------- | ----------- |
| Fermée  | i [i]      |          | ɨ [ɯ]       |
| Moyenne |            |          | o [o]       |
| Ouverte |            | a [a]    |             |

### Consonnes
|               |               | Bilabiale | Dentale | Rétroflexe | Palatale | Vélaire | Glottale |
| ------------- | ------------- | --------- | ------- | ---------- | -------- | ------- | -------- |
| Occlusives    | Occlusives    | p [p]     | t [t]   |            |          | k [k]   | (ʔ) [ʔ]  |
| Fricatives    | Fricatives    | β [β]     | s [s]   | ʂ [ʂ]      | š [ʃ]    |         |          |
| Affriquées    | Affriquées    |           | c [t͡s]  |            | č [t͡ʃ]   |         |          |
| Nasales       | Nasales       | m [m]     | n [n]   |            |          |         |          |
| Liquides      | Liquides      |           | r [r]   |            |          |         |          |
| Semi-voyelles | Semi-voyelles | w [w]     |         |            | y [j]    |         |          |